# Pierre de Windt
Pierre Eric Omar "Peppie" de Windt  (ur. 13 lipca 1983) – arubański lekkoatleta, sprinter, skoczek wzwyż i skoczek w dal. Olimpijczyk z Aten.
Brał udział w igrzyskach w Atenach, startując w biegu na 100 metrów - zajął 68. miejsce.   

## Rekordy życiowe
| Konkurencja        | Wynik                      | Data             | Miejsce    |
| ------------------ | -------------------------- | ---------------- | ---------- |
| Bieg na 100 metrów | 10,86 s                    | 2004             |            |
| Skok wzwyż         | 2,10 m (rekord kraju)      | 25 września 2006 | Breda      |
| Skok w dal         | 7,08 m (były rekord kraju) | 17 maja 2002     | Oranjestad |